# Stuart Aaronson
Stuart A. Aaronson (Mount Clemens, 28 de fevereiro de 1942) é um pesquisador do câncer estadunidense.
Aaronson obteve um bacharelado em química em 1962 na Universidade da Califórnia em Berkeley, obtendo um doutorado em medicina em 1966 na Escola de Medicina da Universidade da Califórnia em São Francisco (título de M.D.). Obteve depois uma bolsa de estudos para a Universidade de Cambridge e realizou uma parte de sua residência médica no Moffitt Hospital em São Francisco (Califórnia). A partir de 1967 trabalhou na área de cancerogênese viral nos Institutos Nacionais da Saúde, a partir de 1969 como Senior Staff Fellow e de 1970 a 1977 diretor do Departamento de Biologia Molecular na especialidade pesquisa do câncer. Foi depois diretor do Laboratório de Biologia Celular e Molecular do National Cancer Institute. Em 1993 foi diretor de oncologia do Hospital Mount Sinai.
Recebeu em 1989 o Prêmio Paul Ehrlich e Ludwig Darmstaedter.